# 季基夫卡
48°46′39″N 32°50′44″E / 48.77750°N 32.84556°E
迪基夫卡（烏克蘭語：Диківка），是烏克蘭中部的村莊，隸屬基洛夫格勒州的亞歷山德里亞區。該村始建於1742年，面積10.2平方公里，海拔高度117米，2001年人口1615，人口密度每平方公里158.1人。